# Télé Liban
Télé Liban (arab. ‏تلفزيون لبنان‎) – libański publiczny nadawca telewizyjny z siedzibą w Bejrucie. Firma została założona w 1959 roku, z pomocą władz francuskich. Jedynym właścicielem stacji jest libański skarb państwa. Nadaje jeden kanał, noszący taką samą nazwę jak ona. Na terytorium Libanu jest on dostępny w przekazie naziemnym, natomiast poza jego granicami w przekazie satelitarnym z satelitów Optus D2, Badr 6 i Atlantic Bird 4A. Firma jest członkiem Europejskiej Unii Nadawców.